# Springfield (Colorado)
Springfield település az Amerikai Egyesült Államok Colorado államában, Baca megyében, melynek megyeszékhelye. Lakosainak száma 1325 fő (2020. április 1.).

## Népesség
A település népességének változása:

| 2010 | 1 451 |
| 2020 | 1 325 |